# スタロガルド・グダニスキ
スタロガルド・グダニスキ（ポーランド語: Starogard Gdański [staˈrɔɡard ˈɡdaj̃skʲi] ( 音声ファイル)）は、ポーランド北西部の東ポメラニア地方に属す町。人口は2020年の時点で4万7272人。グダニスク湾沿岸のトルイミアストから50kmほど内陸のところにある。
1975年から1998年までグダニスク県にあったが、区画再編でポモージェ県スタロガルド郡に入った。ナンバープレートの番号はGST。コツェヴィア人が住むコツェヴィエ地方ではトチェフに次ぐ第二の街である。

## 地名
スタロガルドはポーランド語で「古都」（スタロはスラヴ語で「古い」、ガルドはスラヴ語で「町」）を意味し、グダニスキは同名の地名と区別するため20世紀になって付け加えられたもので、「グダンスク（広域市）の」の意味である。ドイツ語名のプロイシシュ・シュタルガルト（Preußisch Stargard）には「プロシアのスタロガルト」という意味がある。

## 歴史
出土品から、4000年から5000年前の新石器時代の村の跡が確認されている。
1198年にポメラニア公グジミスワウ2世が聖ヨハネ騎士団にStarigrodという入植地を授けた。Stargardeの表記は1269年になって見える。1348年にハインリッヒ・ドゥゼメール団長からヘウムノ法（都市権）を得た。
ヴェルサイユ条約によって1920年にポーランドに併合されると、住民はポーランド国籍を取得するか国外退去を迫られた。とりわけドイツ人が大量に転出し、1910年に1万7165年を数えた地区の人口は1926年には2909人にまで減少した。
北東にあるシュペンガフスキの森では、1939年9月からドイツが7000人ものポーランド人を虐殺した。そのうち1680人が精神病院の患者で、500人の障害児が殺された。1940年から1944年までの間に2842人の患者が命を絶った。

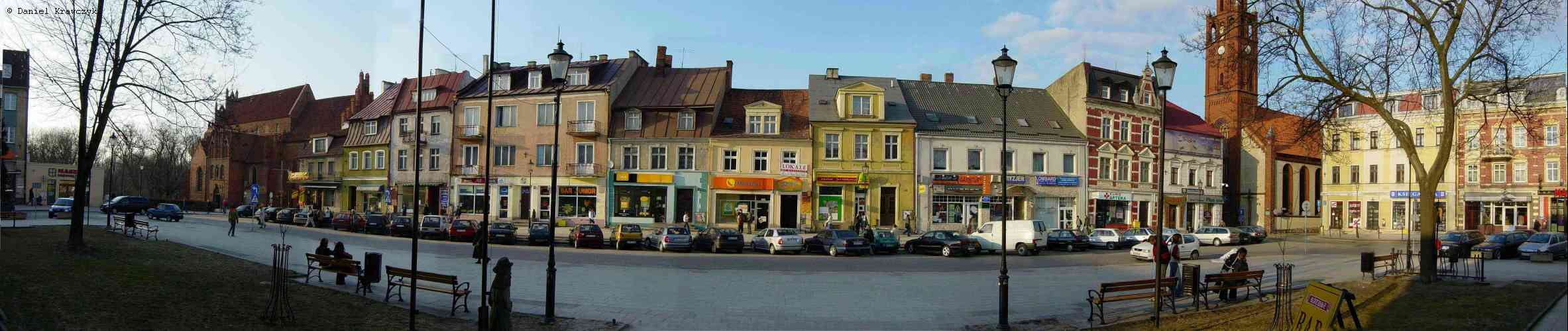
市場のパノラマ

人口の推移
- 1960年 - 2万5800人
- 1970年 - 3万3700人
- 1975年 - 3万9500人
- 1980年 - 4万4200人
- 1990年 - 4万9500人
- 1995年 - 5万600人
- 1998年 - 5万700人
- 2001年 - 4万9884人
- 2004年 - 4万8328人
- 2012年 - 4万9072人
- 2020年 - 4万7272人

## スポーツ
SKSスタロガルド・グダニスキという男子バスケットボールチームが本拠地としており、2004/2005シーズンにはポーランド・バスケットボール・リーグでプレイした。

## ゆかりの人物

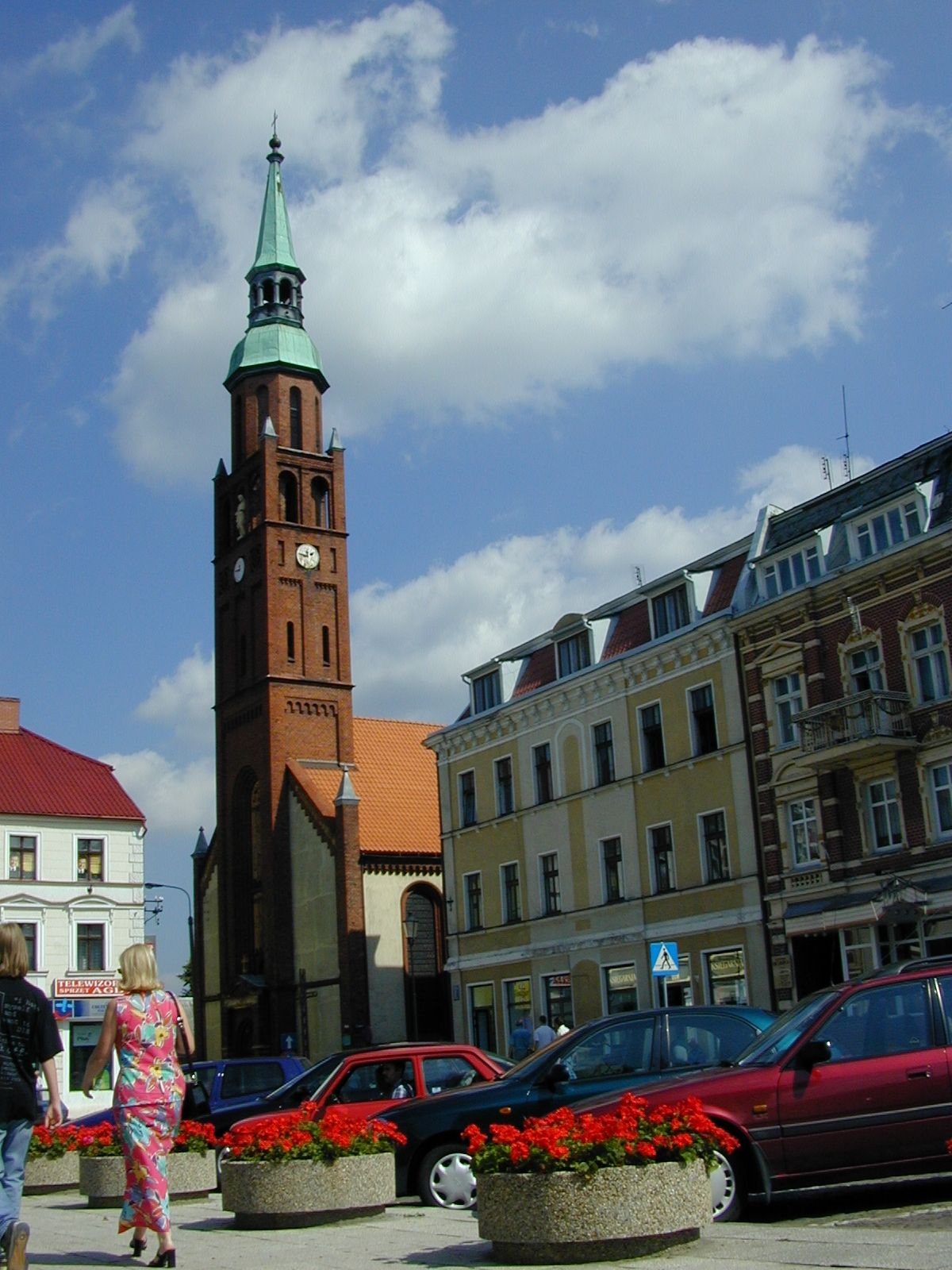
中央広場

- ベルンハルド・スタディエ（1833年 - 1895年） 牧師、歴史家
- ヨハン・エドゥアルド・ヤコブスタル（1839年 - 1902年） 建築家、編集者
- アドルフ・レッセル（1851年 - 1926年） 法医学者
- アルベルト・マッタイ（1853年 - 1924年） 作家
- アドルフ・ヴァレンベルグ（1862年 - 1949年） 内科・神経科医
- ヨン・S・フリジコフスキ（1868年 - 1934年） シカゴで活動した建築家
- テオ・マケベン（1897年 - 1953年） 映画音楽の作曲家
- ヘンリク・ヤンコフスキ（1936年 - ） 聖職者
- エドヴァルド・パワシュ（1936年 - ） 作曲家
- カジミエシュ・デイナ（1947年 - 1989年） サッカー選手
- アンドゼイ・グルッバ（1958年 - 2005年） 卓球選手
- パーヴェル・パプケ（1977年 - ） バレーボール選手

## 友好都市
- オシャッツ（ドイツ）
- リムリック（アイルランド）